# Andrzej Rżany
Andrzej Rżany (* 26. September 1973 in Mielec) ist ein ehemaliger polnischer Boxer und Olympiateilnehmer der Jahre 1992, 2000 und 2004.
Er war während seiner Wettkampfkarriere rund 163 cm groß, lebte in Dębica und wurde von Leszek Strasburger und Zygmunt Gosiewski trainiert. Seine Trainingsstätten waren die Boxabteilungen von Igloopol Dębica, Hetmana Kadex Zamość und Gwardia Wrocław.

## Erfolge
Andrzej Rżany wurde 1990 und 1991 Polnischer Juniorenmeister im Halbfliegengewicht und gewann in dieser Gewichtsklasse auch eine Bronzemedaille bei den Junioren-Europameisterschaften 1990 in der Tschechoslowakei, als er erst im Halbfinale gegen Ramaz Paliani ausgeschieden war.
Er war darüber hinaus Polnischer Meister im Halbfliegengewicht von 1992, 1994, 1995, 1997 und 1998, sowie Polnischer Meister im Fliegengewicht der Jahre 1999, 2000, 2001, 2002, 2003 und 2005. 1993 und 2004 erkämpfte er jeweils einen Vizemeistertitel.
Bereits 1992 startete er bei den Olympischen Spielen in Barcelona, wo er noch im ersten Duell gegen den Inder Rajendra Prasad verlor. Bei den Weltmeisterschaften 1995 in Deutschland besiegte er unter anderem Nschan Muntschjan und kam bis ins Viertelfinale, wo er gegen Daniel Petrow unterlag. Bei den Europameisterschaften 1996 in Dänemark wurde er im Achtelfinale von Pál Lakatos gestoppt. Auch die Weltmeisterschaften 1997 in Ungarn endeten für ihn im Achtelfinale an Waleri Sidorenko, nachdem er zuvor Suban Pannon besiegt hatte.
1999 gelang ihm bei den Weltmeisterschaften in den USA sein größter Erfolg. Durch Siege gegen Andrei Alymow, Tae Kim und Alexander Espinoza war er ins Halbfinale eingezogen, wo er aufgrund einer Handverletzung mit einer Bronzemedaille im Fliegengewicht ausstieg. Sein Gegner beim Kampf um den Finaleinzug wäre Bolat Schumadilow gewesen. Im Jahr 2000 nahm er zudem an den Olympischen Spielen in Sydney teil und erreichte mit Siegen gegen Celestin Augustin aus Madagaskar und Arlan Lerio von den Philippinen das Viertelfinale, wo er beim Kampf um den Einzug in die Medaillenränge gegen den Ukrainer Wolodymyr Sydorenko unterlag. Die Weltmeisterschaften 2001 in Nordirland brachten ein Ausscheiden im ersten Kampf gegen Jérôme Thomas. Bis 2002 hatte er bereits über 230 Kämpfe in seinem Rekord.
2004 gewann er eine Bronzemedaille im Fliegengewicht bei den Europameisterschaften in Kroatien, nachdem er unter anderem Fuad Aslanov geschlagen hatte und erst im Halbfinale gegen Nikoloz Izoria ausgeschieden war. Er startete daraufhin bei den Olympischen Spielen 2004 in Athen, wo er durch siegreiche Duelle gegen Bonyx Saweho aus Indonesien und Hicham Mesbahi aus Marokko erneut ins Viertelfinale einzog. Diesmal unterlag er beim Kampf um einen Medaillenplatz gegen Fuad Aslanov mit 23:24.
Bei den EU-Meisterschaften 2005 in Italien gewann er die Silbermedaille im Fliegengewicht und nahm noch an den Weltmeisterschaften 2005 in China teil, wo er im ersten Kampf an Atagün Yalçınkaya scheiterte.
Darüber hinaus gewann Andrzej Rżany internationale Turniere in Europa, darunter den Chemiepokal 1994, sowie das Feliks Stamm Tournament der Jahre 1994, 1998, 2001, 2002 und 2005.